# 泣いたら負け
「泣いたら負け」（ないたらまけ）は、1994年11月26日に発売されたやしきたかじんの23枚目のシングル。

## 解説
前作から8ヶ月振り、最新アルバムから再録バージョンでのシングル・カット。本作はカップリング曲含めて長年ベスト・アルバム等への収録が見送られていたが、2014年発売のCD-BOXに両曲共収録された。

## 収録曲
1. 泣いたら負け（シングル・バージョン） [05:33]
作詞：及川眠子／作曲：坂本洋／編曲：川村栄二
2. いいがかり [05:17]
作詞：来生えつこ／作曲：来生たかお／編曲：若草恵
3. 泣いたら負け（シングル・バージョン）（オリジナル・カラオケ）
4. いいがかり（オリジナル・カラオケ）